# Tucuruí (gemeente)
Tucuruí is een gemeente in de Braziliaanse deelstaat Pará. De gemeente telt 110.516 inwoners (schatting 2017).

## Aangrenzende gemeenten
De gemeente grenst aan Baião, Breu Branco, Goianésia do Pará, Novo Repartimento en Pacajá.